# 南知多町
南知多町（日语：／ Minamichita chō */?）是位於日本愛知縣知多半島最南端的行政區劃，在與渥美半島之間，位於三河灣出海口的日間賀島與篠島也是屬於南知多町。
町內包括兩座離島共擁有七個漁港，也因此漁業及水產加工成為町內的主要產業。

## 人口
| 南知多町人口分布圖 |                                                 |  |
| 南知多町與日本全國年齡別人口分布比較圖 （2005年資料） | 南知多町的年齡、男女別人口分布圖 （2005年資料） |  |
| ■紫色是南知多町 ■綠色是全国 | ■藍色是男性 ■紅色是女性                         |  |
| 南知多町人口變化 \| 1970年 \| 27,705人 \| \| \| 1975年 \| 27,413人 \| \| \| 1980年 \| 27,017人 \| \| \| 1985年 \| 26,809人 \| \| \| 1990年 \| 25,954人 \| \| \| 1995年 \| 24,846人 \| \| \| 2000年 \| 23,250人 \| \| \| 2005年 \| 21,909人 \| \| \| 2010年 \| 20,549人 \| \| \| 2015年 \| 18,707人 \| \| \| 2020年 \| 16,617人 \| \| |                                                 |  |
| 資料來源：日本總務省統計中心提供之人口普查數據 |                                                 |  |
| 1970年 | 27,705人                                        |  |
| 1975年 | 27,413人                                        |  |
| 1980年 | 27,017人                                        |  |
| 1985年 | 26,809人                                        |  |
| 1990年 | 25,954人                                        |  |
| 1995年 | 24,846人                                        |  |
| 2000年 | 23,250人                                        |  |
| 2005年 | 21,909人                                        |  |
| 2010年 | 20,549人                                        |  |
| 2015年 | 18,707人                                        |  |
| 2020年 | 16,617人                                        |  |

## 歷史
在令制國時代本地屬於尾張國知多郡，由於位於伊勢灣進入三河灣之處，過去海運、漁業都非常發達，並形成了尾州廻船的海運業者集團；17世紀進入江戶時代後，本地大部分區域都成為尾張藩尾張德川家的領地，僅西部內海地區的吹越有小部分區域屬尾張德川家御附家老成瀨氏犬山藩的領地；直到19世紀末明治維新實施廢藩置縣後，這些區域分別改隸屬名古屋縣和犬山縣，在1871年的第一次府縣整併時，隨著知多郡被劃入新設立的額田縣，不過在隔年即被整併至愛知縣。
1889年日本實施町村制，現在的南知多町在當時分屬內海村、山海村、豐濱村、師崎村、篠島村、日間賀島村、大井村、豐丘村八個行政區劃；1906年愛知縣進行町村整併後，整併成為位於西部的內海町，位於中部的豐濱町，以及位於最東端的師崎町，而位於離島上的篠島村和日間賀島村仍維持獨立的村。
1961年這五個町村被整併為現在的南知多町。
2000年代日本政府開始推動平成大合併，南知多町與相鄰的美濱町也因此自2004年開始討論合併事宜，在2005年1月美濱町、南知多町合併協議會決定蹭在當時即將營運啟用的中部國際機場的熱度，公布合併後預計採用「南新特麗亞市」作為新名稱，其中的「新特麗亞」即為中部國際機場由英文「Central」（代表中部地方）與「Airport」（機場）組合而成的暱稱；但此名稱由於與當地毫無歷史關係，又是大家所不熟悉的外來語，更完全無視先前公開招募新市名稱的結果，因而引起居民的強烈反對，也因此造成在2月決定合併的公民投票中，讓合併案遭到否決。

### 變遷表
| 1889年10月1日 | 1889年 - 1944年            | 1889年 - 1944年             | 1945年 - 1954年           | 1955年 - 1989年           | 1989年 - 現在             | 現在                      |
| ------------- | -------------------------- | --------------------------- | ------------------------- | ------------------------- | ------------------------- | ------------------------- |
| 豐丘村        | 豐丘村                     | 1906年7月1日 合併為河和町   | 1906年7月1日 合併為河和町 | 1955年4月1日 合併為美濱町 | 1955年4月1日 合併為美濱町 | 1955年4月1日 合併為美濱町 |
| 豐丘村        | 豐丘村                     | 1961年6月1日 合併為南知多町 |                           |                           |                           |                           |
| 豐濱村        | 1905年2月1日 改制為豐濱町  | 1906年7月1日 合併為豐濱町   | 1906年7月1日 合併為豐濱町 |                           |                           |                           |
| 內海村        | 1893年11月8日 改制為內海町 | 1906年5月1日 合併為內海町   | 1906年5月1日 合併為內海町 |                           |                           |                           |
| 山海村        |                            | 1906年5月1日 合併為內海町   | 1906年5月1日 合併為內海町 |                           |                           |                           |
| 師崎村        | 1894年9月8日 改制為師崎町  | 1906年5月1日 合併為師崎町   | 1906年5月1日 合併為師崎町 |                           |                           |                           |
| 大井村        |                            | 1906年5月1日 合併為師崎町   | 1906年5月1日 合併為師崎町 |                           |                           |                           |
| 篠島村        |                            |                             |                           |                           |                           |                           |
| 日間賀島村    |                            |                             |                           |                           |                           |                           |

## 交通

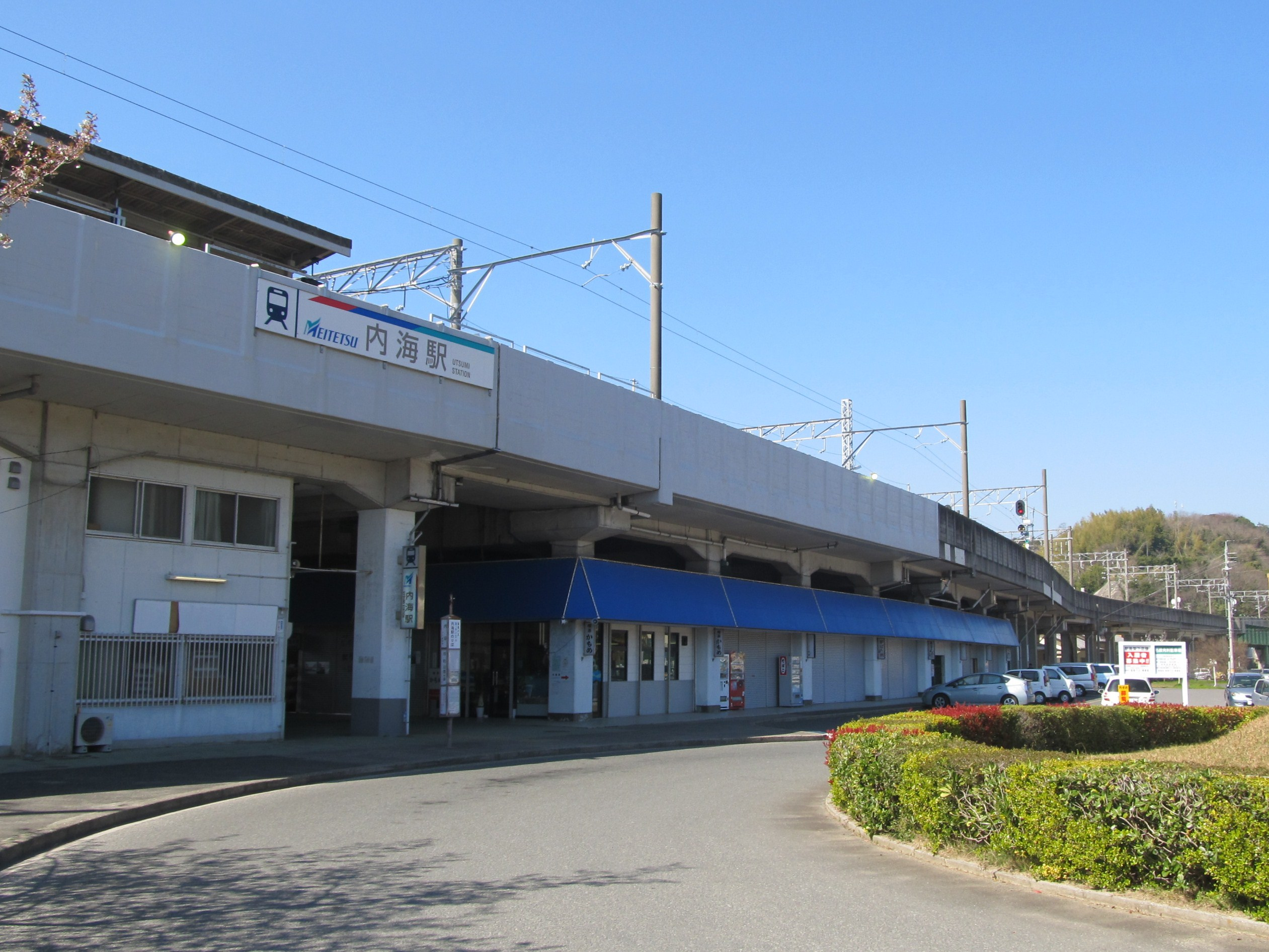
內海車站

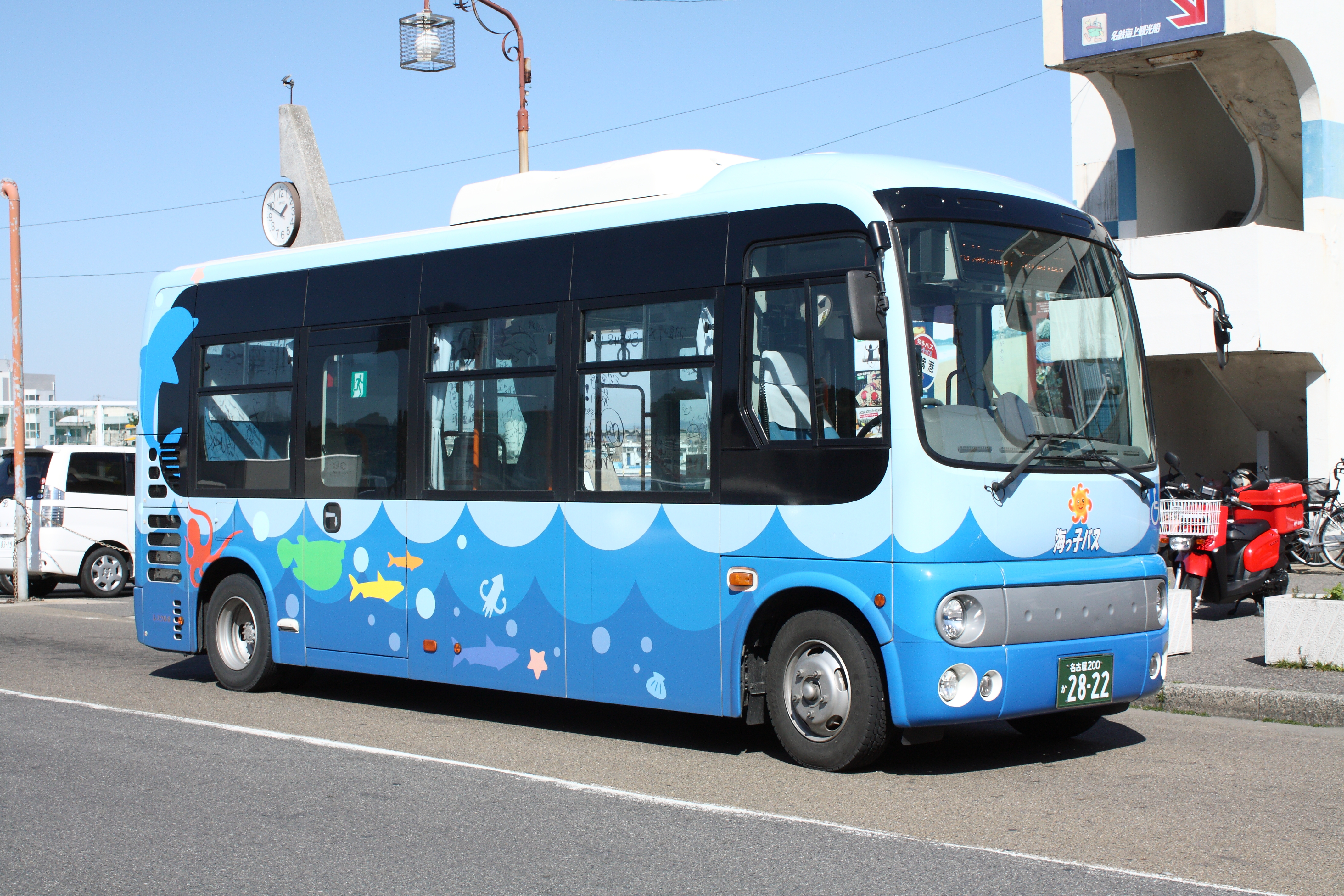
停靠在師崎港的海子巴士

名古屋鐵道的知多新線自武豐町往南沿著知多半島西岸進入町內西部的內海地區並設有內海車站，同時也是知多半島內最南端的鐵路車站。
但名鐵集團旗下負責經營知多半島地區的知多乘合在南知多町內僅有的一條客運路線，則是以美濱町的河和車站為起點，沿著知多半島東岸一直往南至知多半島最南端的師崎港。町內其他區域則仰賴町營的社區巴士海子巴士所開設的三條路線，但也都是以美濱町的河和車站為起點，因此河和車站反而成為町內大部分區域的轉乘樞紐；利用客運轉乘鐵路前往名古屋車站則合計約需1.5個小時。
貫穿知多半島南部的南知多道路則是自美濱町進入町內中部的豐丘地區，以豐丘交流道為終點，自町內開車經此條公路前往名古屋市區約需一個小時。
南知多町的兩個離島日間賀島與篠島則可透過一樣屬於名鐵集團的名鐵海上觀光船所開設的高速渡輪自師崎港或美濱町內的河和港往返，其中自河和港出發的船隻也可以抵達位於三河灣對岸田原市的伊良湖港。

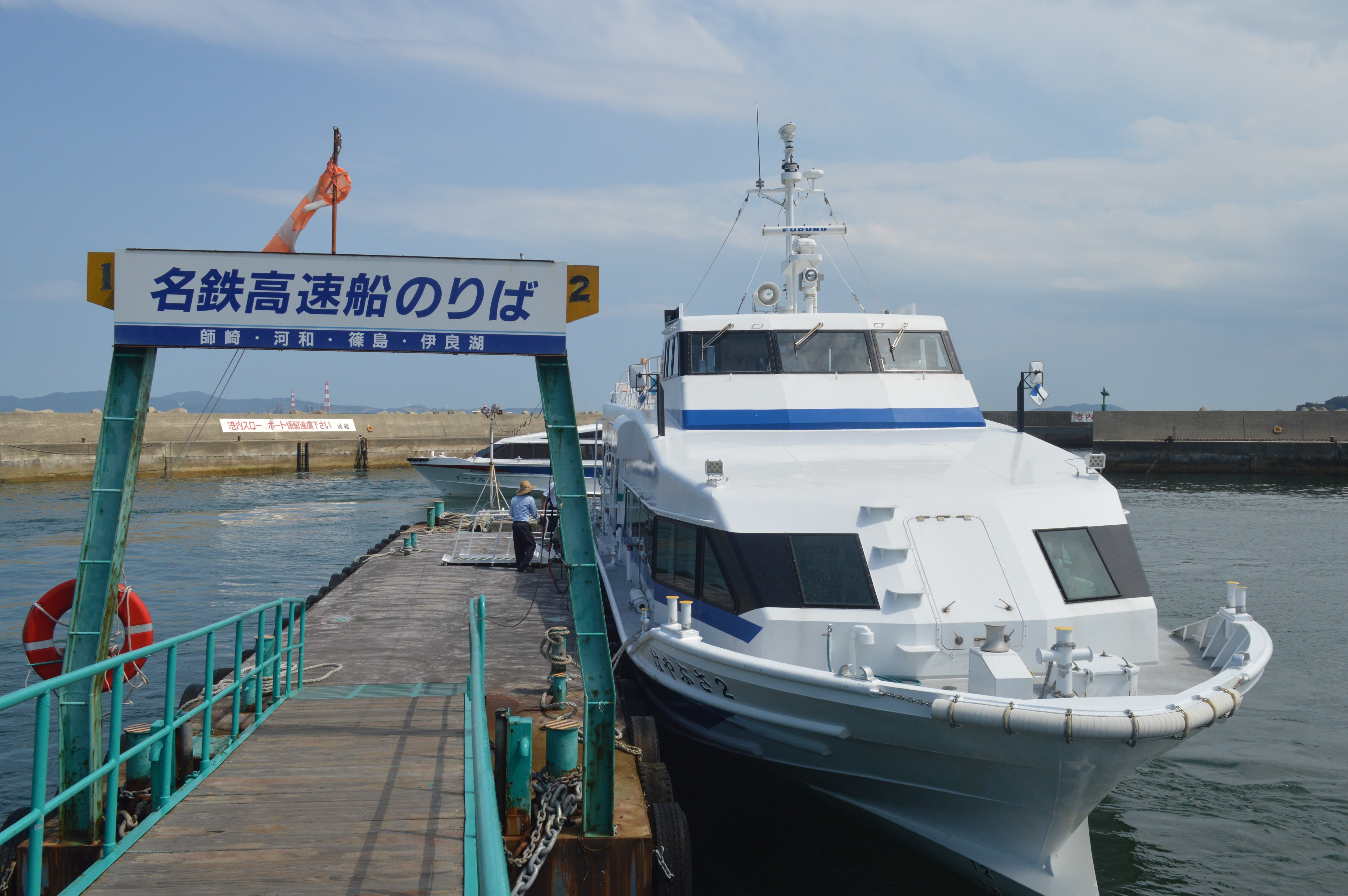
正停泊於日間賀島東港的名鐵海上觀光船高速渡輪
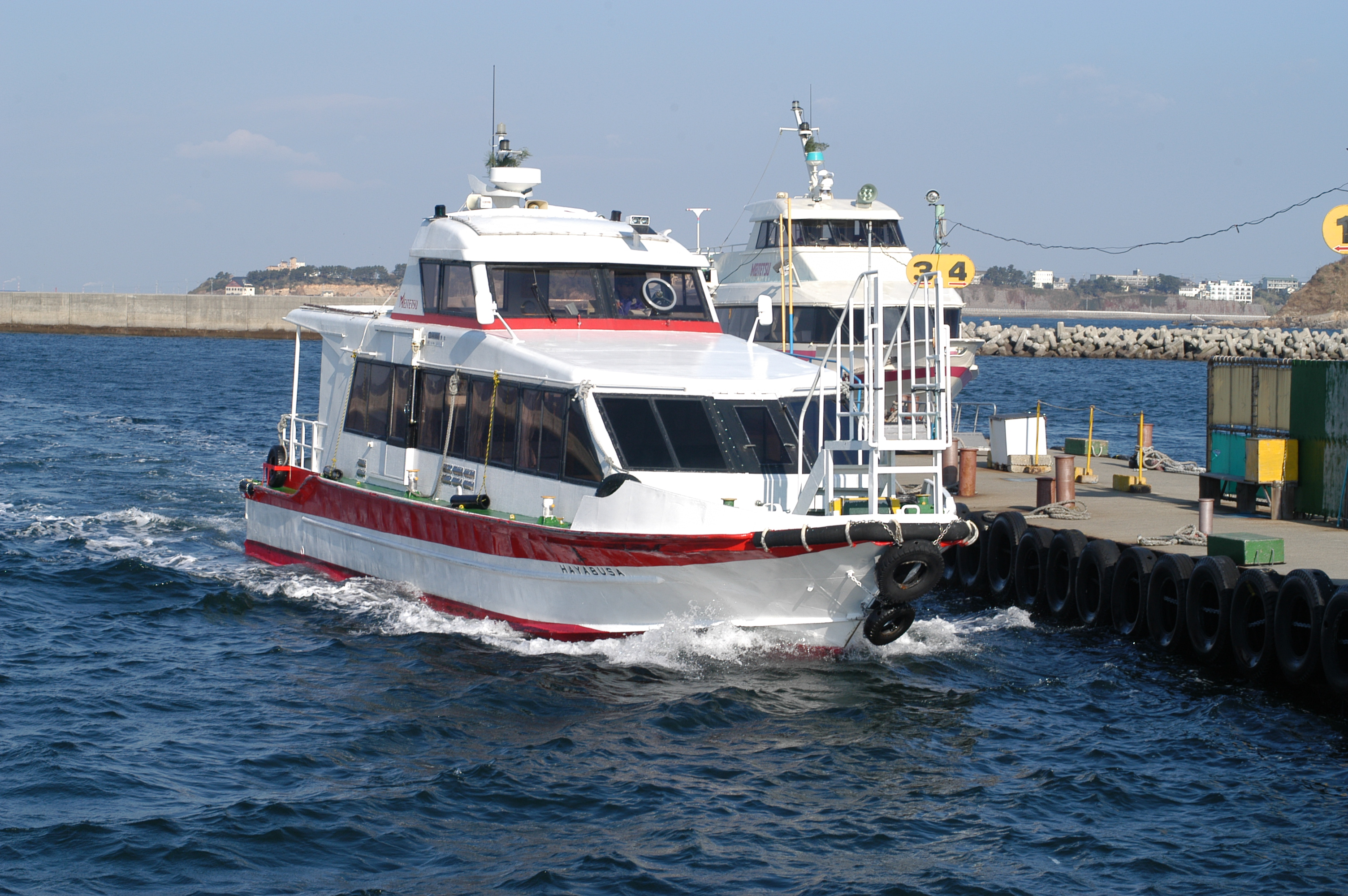
正在駛入篠島港的名鐵海上觀光船高速渡輪

### 鐵路
- 名古屋鐵道
  - 知多新線：（←美濱町） - 內海車站

### 公路
快速道路
- 南知多道路（日语：南知多道路）：（美濱町） - 豐丘交流道（日语：豊丘インターチェンジ）

## 觀光資源
町內包括日間賀島與篠島在內，擁有豐富的海岸景觀及漁業資源，又因為距離名古屋市僅一個小時的車程，同時在內海地區有內海溫泉，再加上位於山海、豐濱、師崎地區，整個南知多町內被統稱為南知多溫泉鄉，因而成為名古屋周邊的主要的觀光景點。

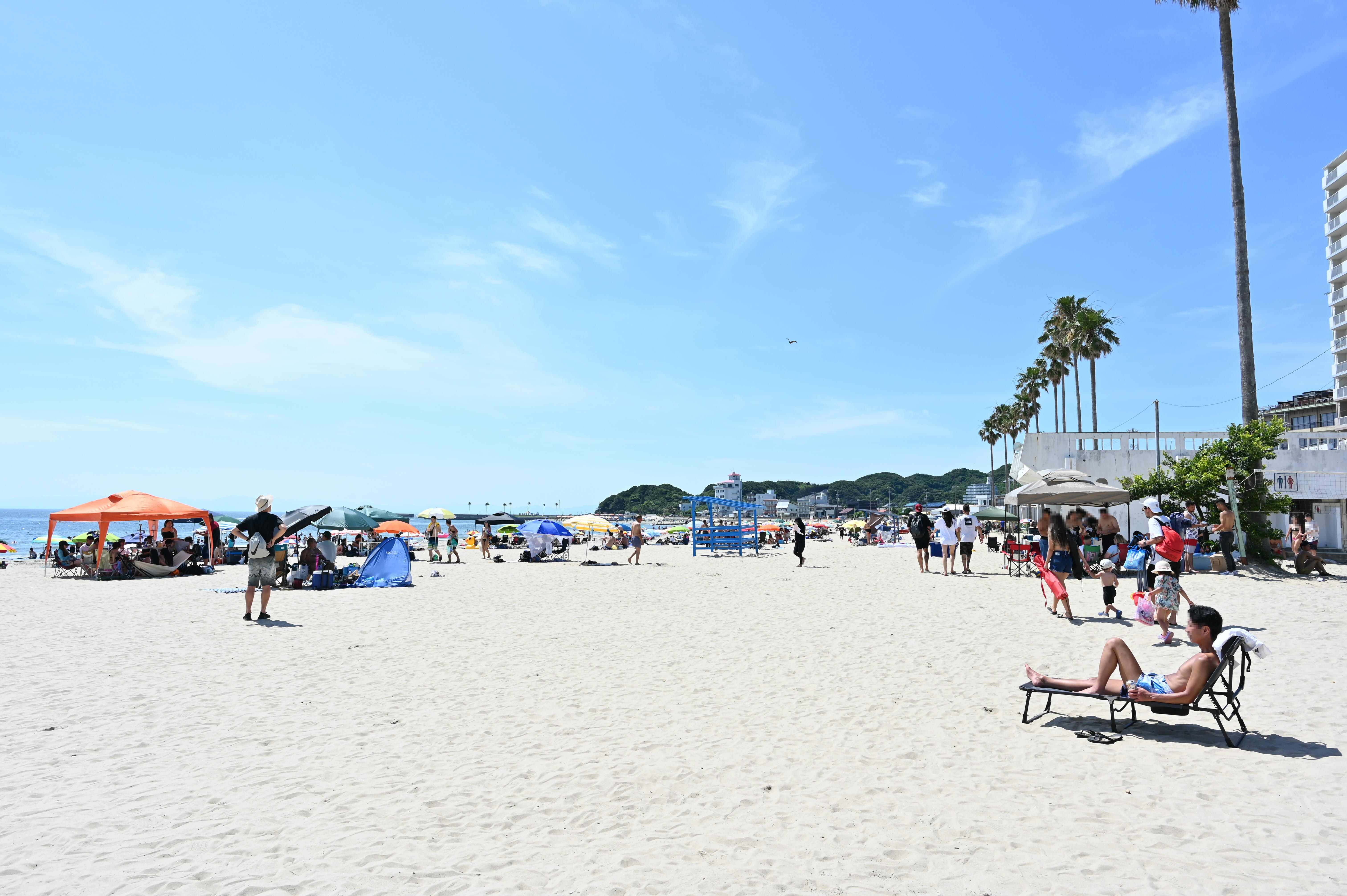
內海海岸
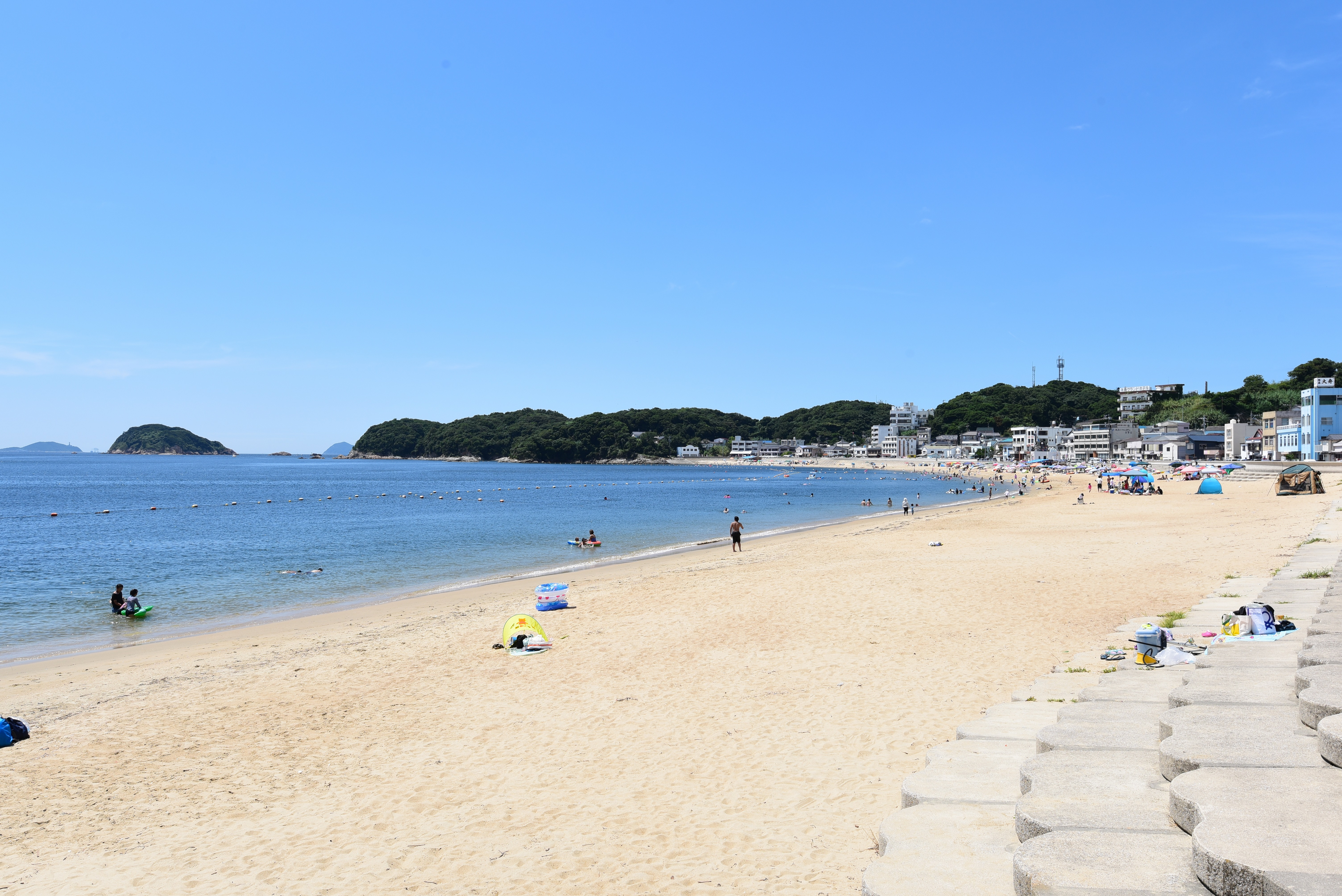
篠島東岸的前濱海灘（篠島海水浴場）
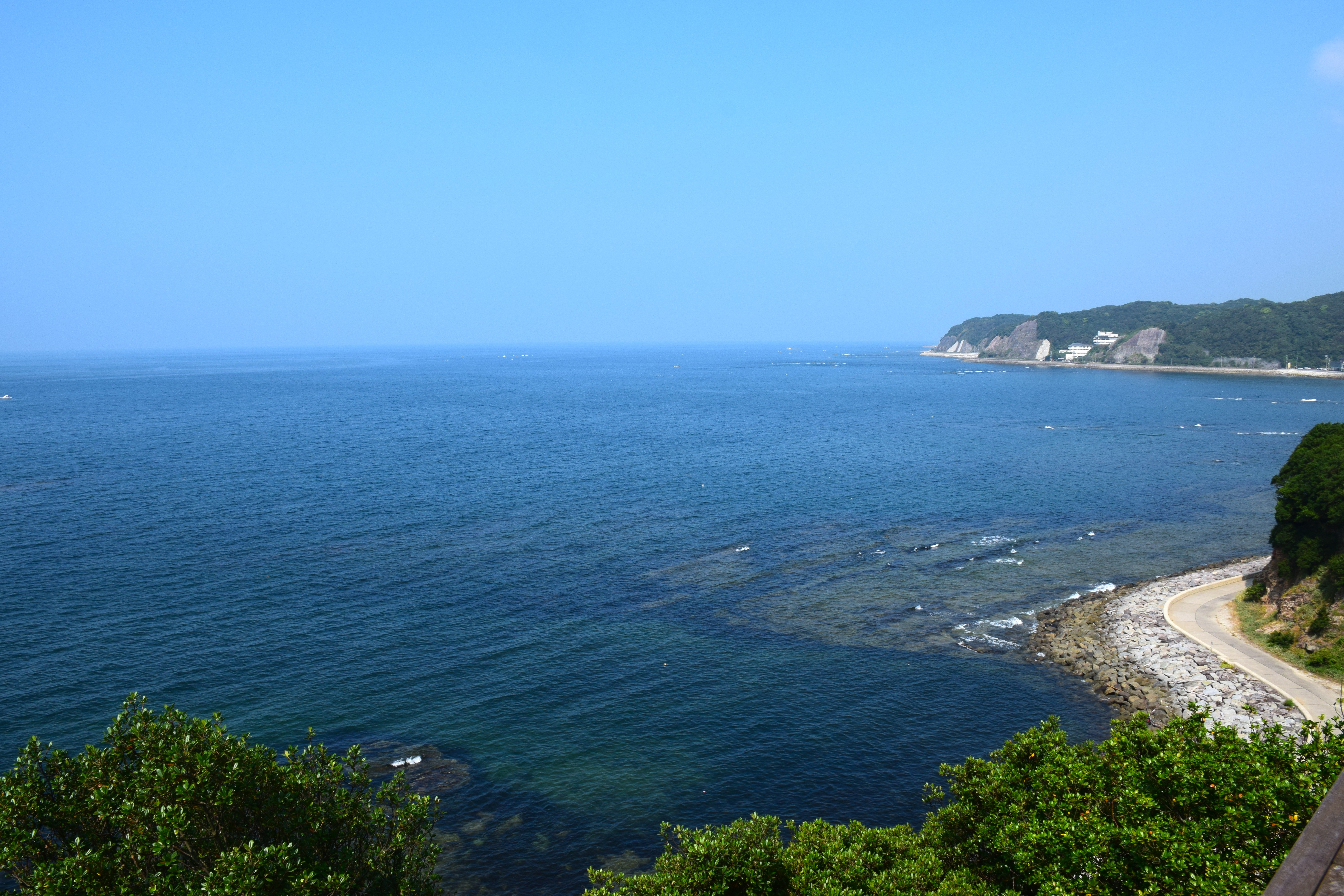
羽豆岬
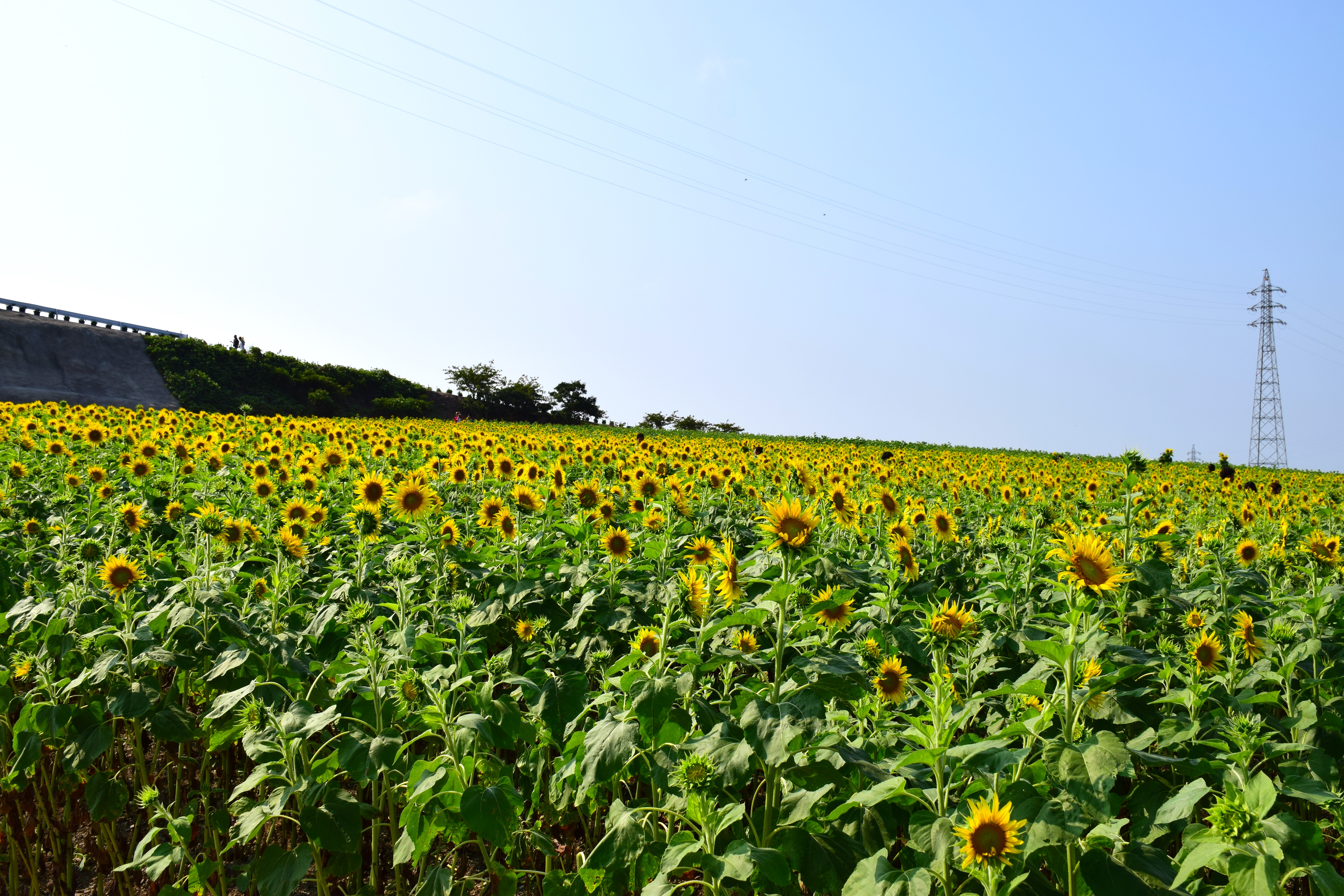
观光农场花广场

## 姊妹、友好城市

### 日本
- 八百津町（岐阜縣）
八百津町為愛知用水（日语：愛知用水）的水路起點，南知多町則為終點，兩地因而自1990年開始交流。[13]
- 下諏訪町（長野縣）
兩地因1993年下諏訪町慶祝改制為町百周年開始交流，2018年締結為姊妹城市。[13]

## 外部連結
- （日語） 南知多町的X（前Twitter）
- （日語） ふらっと南知多 | 南知多町觀光協會 （页面存档备份，存于）
- （日語） 南知多町觀光協會的Facebook專頁